# Batalla de Karkemish
La batalla de Karkemish fue una batalla decisiva en la guerra de Babilonia contra Egipto y el imperio asirio, en la que este último desapareció de la historia.
Cuando Nabopolasar tomó el poder en Babilonia, aprovechando la muerte de Asurbanipal de Asiria, hubo guerra entre las dos potencias; en esta contienda, Nabopolasar obtuvo grandes victorias que culminaron con la destrucción de Nínive en el año 612 a. C. Perdida su capital, y muerto su rey, los asirios, liderados por el nuevo gobernante Ashur-uballit II, se retiraron a Harrán, al tiempo que el faraón de Egipto, Necao II, temeroso de una Babilonia demasiado fuerte, enviaba refuerzos. 
Sin embargo, la rebelión de algunos reyes en el Levante mediterráneo, entre los que destacó Josías de Judá, obligó a los egipcios a presentar batalla en Megido, lo que les impidió llegar a tiempo para evitar que los babilonios conquistaran Harrán. 
Egipcios y asirios se reunieron en la última fortaleza que le quedaba al imperio asirio, Karkemish, donde presentaron batalla a los babilonios, ahora liderados por Nabucodonosor II, hijo y sucesor de Nabopolasar. Esta batalla se saldó con una clara victoria de Babilonia, que hizo desaparecer al imperio asirio de la historia, y obligó a Egipto a retirarse a sus fronteras, donde pudo conservar la independencia sólo con dificultades y tras repeler varios ataques de Nabucodonosor.